# Moskegrunden
Moskegrunden er den populære betegnelse for en grund mellem Islands Brygge, Amagerbro og Ørestad Nord i København. Grunden kaldes moskegrunden, fordi lokalplanen siden 1992 har betinget, at der skulle bygges en moske på grunden. Grunden afgrænses af Njalsgade og Københavns Universitets Søndre Campus mod syd, Amagerfælledvej mod øst, Statens Serum Institut mod nord og Faste Batteri mod vest. 
Der er i de seneste år blevet præsenteret to ejendomsprojekter for grunden, som blev købt af finansmanden Anders Bo Bach og Bach Gruppen i 2005.
Firmaet Njalsgade A/S har lanceret projektet Bryggebjergene eller Batteriet, som er tegnet af tegnestuen BIG, med finansiering fra bl.a. Bill Nielsen og Karl Henrik Frederiksen. Kurt Thorsen er en af rådgiverne for projektet. Komplekset vil være op til 86 m højt og omfatter boliger, hotel, butikker, daginstitutioner og en sunni-muslimsk moské med plads til 3000 bedende, som skal drives af Muslimernes Fællesråd og også være islamisk kulturcenter. Byggeriet vil koste 60-100 mio. kroner, men finansieringen var i 2010 endnu ikke afklaret. Bach-Gruppens direktør har dog også anslået prisen for hele byggeriet til 2,5 mia. kroner. Bach-Gruppen har i 2011 udtalt at det er tvivlsomt, om der overhovedet kommer en moské.
Københavns Borgerrepræsentation vedtog den 10. februar 2011 lokalplan nr. 456 om projektet.
Det andet projekt, Grand Mosque of Copenhagen, blev lanceret i 2007 af arkitekt Jan Wenzel fra firmaet Wenzel+Tuxen. Projektet skulle koste 427 mio. euro. Bag projektet stod den islamiske The Tabah Foundation med hjemsted i Abu Dhabi.
En anden moskébygning i København, Imam Ali-moskéen (åbnet 2015) på Vibevej i København NV er derimod shia-muslimsk og støttes af den iranske stat via foreningen Ahlul Bait. Dog hidtil har de ikke modtaget nogen form for støtte.
De eneste ældre moskébygninger i Danmark bygget til deres formål er den Ahmadiyya-muslimske Nusrat Djahan-Moské i Hvidovre, opført 1967 og Bin Khalifa Civilisation Center i Rovsingsgade, opført 2014.